# Kevin Reynolds (regisseur)
Kevin Reynolds (San Antonio, Texas, USA, 17 januari 1952) is een Amerikaanse filmregisseur en scriptschrijver.
Kevin Reynolds was de oudste van 3 kinderen. Hij studeerde rechten aan de Baylor University in Waco, in de vroege jaren 70. Hij kwam er nadat hij afgestudeerd was achter dat zijn voorliefde voor films sterker was dan het advocatenleven en is naar Los Angeles gegaan. Daar heeft hij zich ingeschreven op de USC film school, waar hij bevriend raakte met acteur/regisseur Kevin Costner.

## Filmografie
- Risen (2016)
- Tristan & Isolde (2006)
- The Count of Monte Cristo (2002)
- One Eight Seven (1997)
- Waterworld (1995)
- Rapa Nui (1994)
- Robin Hood: Prince of Thieves (1991)
- The Beast of War (1988)
- Fandango (1985)
- Red Dawn (1984) (co-scenarist)